# 12729 Berger
12729 Berger este un asteroid din centura principală de asteroizi.

## Descriere
12729 Berger este un asteroid din centura principală de asteroizi. A fost descoperit pe 13 septembrie 1991 la Tautenburg de Freimut Börngen și Lutz Dieter Schmadel. Asteroidul prezintă o orbită caracterizată de o semiaxă mare de 2,41 ua, o excentricitate de 0,04 și o înclinație de 11,5° în raport cu ecliptica.